# 植田真衣
植田 真衣（うえだ まい、1997年10月28日 - ）は、福岡県久留米市出身の日本のシンガーソングライター。抽象的な歌詞と力強いギターパフォーマンスによる声量の大きな歌声が特徴。ソロでの弾き語りが主であるが、サポートメンバーを招いてのバンド編成でライブが行われることもある。実姉にシンガーソングライターの植田真梨恵がいる。

## 人物

### 音楽性
- 学生時代よりライブの経験は豊富であり、活発なライブ活動をしている。東京では渋谷や恵比寿、下北沢などで歌うことが多く、ワンマンライブや企画ライブも主催した。またそれらを裏付ける形で力強いライブパフォーマンスを見せる。
- 歌詞表現は五感で感じ取れる色や光、匂いなどを歌詞に落とし込み、一編のフィルムの様にまとめ上げた映像的な表現が多くみられる。
- 影響を受けたアーティストは、YUI・山崎まさよし・原田真二ほか。
- 姉より声が低いこともあり、女性的で感情をぶつけるような曲調が多い姉とは対照的に、自身の曲は男性的で落ち着いていると評される。
- 曲作りは、自身の体験よりも映画などを観てストーリーを考えるという[1]。

### 人柄・エピソード
- チャームポイントは「前歯」[2]。好きな食べ物は豚骨ラーメン、明太子で、嫌いな食べ物は豚足[3]。
- ライブハウス渋谷gee-geのブッキングマネージャーであるハグてっぺいは植田真衣の愛くるしいキャラクターからペコちゃんやブースカと評している。
- 実家でキキという猫を飼っていたことから猫が好きである。しかし姉の真梨恵によれば飼い始めた当初は動物が苦手で、キキが近づくと大泣きしたという。[4]
- 佐賀出身のシンガーソングライター森ゆめなとは東京に来てからの親友であり、ライブでの共演が多い他、YouTubeチャンネルでの共演での会話から公私に渡っての仲の良さがうかがえる。
- 実父は福岡県の久留米市で坦々麺専門店の「たんたんたまご」を営んでおり、実姉で同じくシンガーソングライターの真梨恵とともに店の内外にポスターやサイン、看板が飾られているほか、店のFacebookにはライブの宣伝や実父ならではのエピソードが投稿されている[5]。※実家がラーメン屋であるのは間違いと本人より語られている。植田真衣ｘ

## 来歴

### 音楽活動の歩み
- 家族がみな音楽好きという環境で育ち、特に姉が小学生の頃からさまざまな大会やオーディションに出場していたこともあり、幼い頃から音楽が身近な存在にあった。
自身が音楽を始めたきっかけは、姉が中学校を卒業して単身大阪へ渡ることになり、ひとりぼっちになる妹を案じた父からギターを買い与えられたことだった。
小学校5年生には、奇しくも同じ福岡県出身のYUIをよく聴き、自身で曲作りもするようになる。
- 中学校3年生で、ヤマハ主催のオーディション「The 6th Music Revolution」においてKYUSHU FINAL 優秀賞を受賞[6]。受賞当日は自身の15歳の誕生日でもあった。これにより、若くして同大会JAPAN FINALへの初出場を果たす。
翌々年の「The 8th Music Revolution」でJAPAN FINALへの出場を再び果たし、優秀賞を受賞[7]。
- 高校卒業までは、久留米市在住のまま地元の久留米や福岡市の中心街にあるライブハウスなどで音楽活動をする一方、活動拠点を東京に移すべく準備を進めた。
- 高校卒業後の2016年6月1日に単身東京へ上京し[8]、主に都内のライブハウスでの活動を行う。
- 同年11月18日には、福岡市中央区大名のライブハウス「Music bar Shangri-la」での出演に合わせて、自身初のインディーズシングルCD「日々」を発売。
2017年3月3日に「上野の森キリスト教会」での出演に合わせて、2枚目のインディーズシングルCD「日々 ver.2」を発売[9]。
2017年6月21日に「渋谷eggman」での出演に合わせて、3枚目のインディーズシングルCD「日々 ver.3」を発売[10]。
2017年9月5日に「渋谷eggman」での出演に合わせて、4枚目のインディーズシングルCD「日々 ver.4」を発売[11]。
- 2018年5月26日、恵比寿天窓.switchで1stワンマンLive｢MITSUBOSHI｣を主催、ソールドアウトし成功を収める。当日に1stCDアルバム「アラカルト」をリリースした。[12]
- 2019年2月25日、渋谷eggmanでの草野華余子の誕生日を祝うライブ出演後に一旦活動を休止するも、拠点を大阪に移し同年11月2日の恵比寿天窓.switchでのライブより活動を再開。翌年より世間がコロナ禍に見舞われるも配信ライブなどを活用し、大阪や京都で活発にライブ活動を行う。
- 2020年8月26日にリリースされた姉である植田真梨恵のアルバム「ハートブレイカー」に収録されている曲「てとてとめとめ」の収録にギターとコーラスで参加し、植田姉妹の初共演を果たす。[13]また植田真梨恵のYouTubeチャンネルに同曲の振り付け動画が公開され姉妹の競演を見ることが出来る。[14]また植田真梨恵のライブツアー［LIVE TOUR2021 HEARTBREAKER］にゲスト出演し、ステージでの姉妹初共演も実現した。
- 2020年12月19日、節目でお世話になっていたライブハウス、恵比寿天窓.switchが同年末に閉店することを知り、意を決してワンマンLive「have a good night」を主催。当日2ndアルバム「GOOD NIGHT」もリリースされた。[15]
- 2021年11月25日、扁桃炎の治療の為、大阪Knaveでのライブを最後に一旦ライブでの活動を休止したが、のどの様子を見つつ翌2022年3月5日には活動を再開した。また活動休止中に音声配信アプリstnd.fmにおいてラジオ番組「まーまーいーRadio」の配信を開始した。
- 2024年1月21日、植田真理恵のファンクラブイベント「箱にはの集い」において、植田真理恵と植田真衣によるユニット「クリエイティブ植田」としてのパフォーマンスが披露された。

## ディスコグラフィー

### アルバム
| #  | タイトル             | 作詞 | 作曲・編曲 |
| -- | -------------------- | ---- | ---------- |
| 1. | 「Alice」            |      |            |
| 2. | 「雨」               |      |            |
| 3. | 「言葉」             |      |            |
| 4. | 「さよならにハロー」 |      |            |
| 5. | 「震わせて」         |      |            |
| 6. | 「ベッドメイク」     |      |            |
| 7. | 「魔法」             |      |            |
| 8. | 「東京」             |      |            |

| #  | タイトル                   | 作詞 | 作曲・編曲 |
| -- | -------------------------- | ---- | ---------- |
| 1. | 「callname」               |      |            |
| 2. | 「今夜も白い羊に乗って」   |      |            |
| 3. | 「エンデバーとヘルシンキ」 |      |            |
| 4. | 「ミッドナイトフレーズ」   |      |            |
| 5. | 「ベイブ」                 |      |            |
| 6. | 「夜行船」                 |      |            |
| 7. | 「君のつづき」             |      |            |
| 8. | 「ランドリータイム」       |      |            |

| #  | タイトル                     | 作詞 | 作曲・編曲 |
| -- | ---------------------------- | ---- | ---------- |
| 1. | 「bramley」                  |      |            |
| 2. | 「屋根裏の話」               |      |            |
| 3. | 「蝶番」                     |      |            |
| 4. | 「BUBBA」                    |      |            |
| 5. | 「チーク」                   |      |            |
| 6. | 「ビートビートビート」       |      |            |
| 7. | 「ええかっこ」               |      |            |
| 8. | 「シークレットサンシャイン」 |      |            |

### ミニアルバム
| #   | タイトル               | 収録曲 | 発売日         | 販売形態       |
| --- | ---------------------- | --- | -------------- | -------------- |
| 1st | なつじまい あきじたく  | \| # \| タイトル \| 作詞 \| 作曲・編曲 \| \| -- \| ---------------------- \| ---- \| ---------- \| \| 1. \| 「OP」 \| \| \| \| 2. \| 「朝のしわざ」 \| \| \| \| 3. \| 「タイムマシーン」 \| \| \| \| 4. \| 「サンサン」 \| \| \| \| 5. \| 「ささいな事」 \| \| \| \| 6. \| 「シガー」 \| \| \| \| 7. \| 「音色色」 \| \| \| \| 8. \| 「きつね色とジョーク」 \| \| \| | 2022年 8月26日 | CD（期間限定） |
|     |                        | |                |                |
| #   | タイトル               | 作詞 | 作曲・編曲     |                |
| 1.  | 「OP」                 | |                |                |
| 2.  | 「朝のしわざ」         | |                |                |
| 3.  | 「タイムマシーン」     | |                |                |
| 4.  | 「サンサン」           | |                |                |
| 5.  | 「ささいな事」         | |                |                |
| 6.  | 「シガー」             | |                |                |
| 7.  | 「音色色」             | |                |                |
| 8.  | 「きつね色とジョーク」 | |                |                |

### シングル
| #    | タイトル    | 収録曲                                                        | 発売日         | 販売形態 |
| ---- | ----------- | ------------------------------------------------------------- | -------------- | -------- |
| 1st  | 日々(ver.1) | 1. 日々 2. hey 3. ソラリス                                    | 2016年11月18日 | CD       |
| 2nd  | 日々(ver.2) | 1. 日々 2. ユーモア 3. あいにー                               | 2017年3月3日   | CD       |
| 3rd  | 日々(ver.3) | 1. 日々 2. コーストライン 3. 汽笛の音が私を起こして           | 2017年6月21日  | CD       |
| 4th  | 日々(ver.4) | 1. 日々 2. SOS 3. おやすみ                                    | 2017年9月5日   | CD       |
| 5th  | 茶盤        | 1. ベッドサイドムーンタルト 2. ラマの歌 3. 歩いて帰る道の途中 | 2021年5月8日   | CD       |
| 6th  | CameRe      | 1. aube 2. 明滅と点滅 3. フレーク 4. グッドモーニングホーニー | 2023年7月28日  | CD       |
| ７th | CameRe:Re:  | 1. ロマンス 2. さよならにハロー 3. 旅立つ人                   | 2025年4月5日   | CD       |

### その他の音源
| 曲名                 | 公開時期    | 収録の形態                                                   | 備考 |
| -------------------- | ----------- | ------------------------------------------------------------ | --- |
| 月の影               | 201２年 DL  | The 6th Music Revolution JAPAN FINAL （全13曲の5曲目に収録） | ヤマハ主催The 6th Music Revolution KYUSHU FINAL 出場に伴いスタジオ録音を音源化したもの。                  |
| 今夜も白い羊に乗って | 2018年 CD   | 鉄コンピVol.4 （全13曲の9曲目に収録）                        | ライブイベント「ハグロック」を主催するハグ鉄平の企画による コンピレーションアルバムで、音源はライブ音源。 |
| タイムマシーン       | 2020年 CD-R |                                                              | 2020年12月にリリースしたアルバム「GOOD NIGHT」の購入特典として配布。                                      |

## 受賞歴
- 2012年10月28日 - The 6th Music Revolution (2012年度) KYUSHU FINAL 優秀賞
- 2013年1月13日 - The 6th Music Revolution (2012年度) JAPAN FINAL 出場 (KYUSHU FINAL 代表として)[6]
- 2014年11月2日 - The 8th Music Revolution (2014年度) KYUSHU FINAL 優秀賞
- 2015年1月11日 - The 8th Music Revolution (2014年度) JAPAN FINAL 優秀賞[7]
- 2019年2月18日 - 第6回天窓アワード 5Days 2018年度～U22 (22歳以下）部門賞[19]